# Dicranota subspectralis
Dicranota subspectralis är en tvåvingeart som beskrevs av Alexander 1960. Dicranota subspectralis ingår i släktet Dicranota och familjen hårögonharkrankar.
Artens utbredningsområde är Nepal. Inga underarter finns listade i Catalogue of Life.